# وان جییوان
وان جییوان (انگلیسی: Wan Jiyuan؛ زادهٔ ۱۳ ژوئیهٔ ۲۰۰۲) بازیکن بسکتبال اهل چین است.
وی در مسابقات کشوری و بین‌المللی در مجموع برندهٔ ۱ مدال برنز شده‌است.